# Sphaerotheristus bengalensis
Sphaerotheristus bengalensis is een rondwormensoort uit de familie van de Xyalidae. De wetenschappelijke naam van de soort is voor het eerst geldig gepubliceerd in 1968 door Timm.